# 出津
出津（でづ）は、千葉県市原市の五井地区にある大字。郵便番号は290-0042。

## 概要
千葉県市原市の五井地区にある大字である。工業地域にほど近い低密度で非計画的な住宅地である。字域の間を養老川が通る。また、新養老橋の北側付近、五井西二丁目の東側に当字の飛び地が存在するほか、字の北中部には五井の飛び地が存在する。

## 地理
北は五井西、東は玉前の飛び地及び五井、南は飯沼、西は松ケ島と接する。

## 歴史

### 沿革
- 1963年5月1日 - 市原市市制施行に伴い市原市五井地区の一部となる[7]。

## 世帯数と人口
2022年（令和4年）4月1日現在の世帯数と人口は以下の通りである。
| 町丁字 | 世帯数  | 人口  |
| ------ | ------- | ----- |
| 出津   | 338世帯 | 661人 |

## 学区
市立小学校・市立中学校にと県立高等学校の通学区域は下の通りとであ。
| 町丁字 | 番地 | 小学校             | 中学校             | 県立高校 |
| ------ | ---- | ------------------ | ------------------ | -------- |
| 出津   | 一部 | 市原市立五井小学校 | 市原市立五井中学校 | 第9学区  |
| 出津   | 一部 | 市原市立京葉小学校 | 市原市立五井中学校 | 第9学区  |